# Zmarli w roku 1976
Lista osób zmarłych w 1976:

## styczeń 1976
- 8 stycznia:
  - Zhou Enlai (chiń. upr.: 周恩来), chiński polityk i wojskowy, premier ChRL (ur. 1898)
  - Max Odoy, niemiecki malarz, grafik i ilustrator książek (ur. 1886)[1]
- 10 stycznia – Howlin’ Wolf, amerykański bluesman, przedstawiciel bluesa chicagowskiego (ur. 1910)
- 11 stycznia – Werner March, niemiecki architekt (ur. 1894)
- 12 stycznia – Agatha Christie, angielska pisarka (ur. 1890)
- 22 stycznia – Sylvester Saller, biblista katolicki, archeolog, franciszkanin (ur. 1895)
- 26 stycznia:
  - Gabriele Allegra, włoski franciszkanin, misjonarz, błogosławiony katolicki (ur. 1907)
  - Witold Doroszewski, polski językoznawca, redaktor naczelny Słownika języka polskiego (ur. 1899)

## luty 1976
- 1 lutego – Werner Heisenberg, niemiecki fizyk, noblista (ur. 1901)
- 2 lutego – Kazimierz Rudzki, polski aktor (ur. 1911)
- 6 lutego – Jan van Breda Kolff, holenderski piłkarz (ur. 1894)
- 20 lutego – René Cassin, francuski polityk i prawnik, laureat Pokojowej Nagrody Nobla (ur. 1887)
- 26 lutego – Andrzej Benesz, polski działacz sportowy, polityk, poseł, wicemarszałek Sejmu PRL (ur. 1918)
- 27 lutego – Kálmán Kalocsay, węgierski esperantysta, pisarz, tłumacz, językoznawca i chirurg (ur. 1891)
- 28 lutego – Józef Wittlin, polski poeta, prozaik i tłumacz (ur. 1896)

## marzec 1976
- 17 marca – Luchino Visconti, włoski reżyser teatralny, filmowy i operowy oraz pisarz (ur. 1906)
- 24 marca – Bernard Law Montgomery, brytyjski marszałek z czasów II wojny światowej, pogromca Rommla w Afryce Północnej (ur. 1887)

## kwiecień 1976
- 1 kwietnia – Max Ernst, niemiecki malarz, rzeźbiarz, grafik i pisarz (ur. 1891)
- 2 kwietnia – Feliks Stamm, polski trener bokserski (ur. 1901)
- 5 kwietnia – Howard Hughes, amerykański miliarder, pilot i konstruktor lotniczy oraz producent filmowy (ur. 1905)
- 6 kwietnia – Aleksander Schiele, taternik, alpinista, narciarz, działacz turystyczny, inżynier architekt (ur. 1890)
- 9 kwietnia – Phil Ochs, amerykański piosenkarz związany z ruchem folkowym i pieśni protestu (ur. 1940)
- 13 kwietnia – Aleksander Siemiradzki, łódzki krajoznawca i działacz turystyki górskiej PTTK (ur. 1909)
- 17 kwietnia – Henrik Dam, duński biochemik, fizjolog, laureat Nagrody Nobla (ur. 1895)
- 26 kwietnia – Andriej Grieczko (ros. Андрей Антонович Гречко), marszałek Związku Radzieckiego (ur. 1903)

## maj 1976
- 9 maja – Ulrike Meinhof, niemiecka dziennikarka i terrorystka (ur. 1934)
- 10 maja – Tadeusz Schmidt, polski aktor, reżyser (ur. 1920)
- 20 maja – Wiktor Brégy, polski śpiewak i reżyser operowy pochodzenia francuskiego (ur. 1903)
- 26 maja – Martin Heidegger, filozof niemiecki (ur. 1889)
- 31 maja – Jacques Monod, francuski biochemik, noblista (ur. 1910)

## czerwiec 1976
- 10 czerwca:
  - Margueritte Laugier, francuska astronom (ur. 1896)
  - Adolph Zukor, amerykański producent filmowy pochodzenia węgierskiego (ur. 1873)
- 21 czerwca – Juliusz Mieroszewski, polski dziennikarz, publicysta, pisarz polityczny (ur. 1906)

## lipiec 1976
- 4 lipca – Antoni Słonimski, polski pisarz i felietonista (ur. 1895)
- 5 lipca – Antoni Cierplikowski, polski fryzjer o międzynarodowej sławie (ur. 1884)
- 6 lipca - Zhu De, chiński wojskowy i polityk, jeden z twórców Chińskiej Armii Ludowo-Wyzwoleńczej, marszałek ChRL (ur. 1886)
- 20 lipca – Henryk Angelelli, argentyński biskup, męczennik, błogosławiony katolicki (ur. 1923)
- 22 lipca:
  - Karol Hławiczka, polski pianista, organista, kompozytor, dyrygent, pedagog, historyk muzyki, chopinolog (ur. 1894)
  - Jan Szejko, polski ziemianin, agronom, polityk, poseł na Sejm RP (ur. 1895)
  - Mortimer Wheeler, brytyjski archeolog, wykładowca akademicki (ur. 1890)
- 23 lipca:
  - Bazyli Hopko, słowacki duchowny greckokatolicki, błogosławiony (ur. 1904)
  - Paul Morand, francuski pisarz i dyplomata (ur. 1888)

## sierpień  1976
- 2 sierpnia – Fritz Lang, niemiecki reżyser filmowy (ur. 1890)
- 4 sierpnia – Roy Thomson, kanadyjski magnat mediowy (ur. 1894)
- 5 sierpnia – Jan Dębski, polski polityk, wicemarszałek Sejmu (ur. 1889)
- 25 sierpnia – Eyvind Johnson, szwedzki pisarz, noblista (ur. 1900)
- 30 sierpnia – Jozef Brandobur, słowacki taternik, instruktor taternictwa, publicysta, tłumacz (ur. 1908)

## wrzesień 1976
- 2 września – Stanisław Grochowiak, polski poeta, dramatopisarz i publicysta (ur. 1934)
- 9 września – Mao Zedong (chiń. upr.: 毛泽东), komunistyczny przywódca Chin (ur. 1893)
- 25 września – Adam Vetulani, polski historyk prawa (ur. 1901)

## październik 1976
- 6 października – Gilbert Ryle, angielski filozof (ur. 1900)
- 10 października – Ludwik Waszkiewicz archiwista, historyk dziejów Łodzi (ur. 1888)
- 20 października – Janusz Grabiański, polski artysta grafik, plakacista, ilustrator książek i serii wydawniczych (ur. 1929)

## listopad 1976
- 6 listopada:
  - Václav Čtvrtek, czeski pisarz (ur. 1911)
  - Dolores de Miño, paragwajska nauczycielka i polityczka (ur. 1903)
- 11 listopada – Alexander Calder, amerykański rzeźbiarz, malarz, ilustrator i grafik (ur. 1898)
- 15 listopada – Jean Gabin, francuski aktor teatralny i filmowy (ur. 1904)
- 20 listopada – Trofim Łysenko (ros. Трофим Денисович Лысенко), radziecki agrobiolog i agronom (ur. 1898)

## grudzień 1976
- 4 grudnia – Tommy Bolin, amerykański gitarzysta rockowy, w latach 1975–1976 członek zespołu Deep Purple (ur. 1951)
- 6 grudnia – Eugeniusz Pichell, polski artysta grafik (ur. 1905)
- 8 grudnia – Kazimierz Lisiecki, polski pedagog, pionier pedagogiki opiekuńczej (ur. 1902)
- 23 grudnia – Marian Chomiak, polski lekarz weterynarii, profesor doktor habilitowany nauk weterynaryjnych (ur. 1912)
- 31 grudnia – Elżbieta Jackiewiczowa, polska pisarka (ur. 1902)